# Validazione di progetto
La verifica e validazione di progetto in ingegneria civile sono certificazioni che attestano la conformità ed appaltabilità di un progetto di un'opera pubblica. La validazione è rilasciata dalla stazione appaltante nella persona del "Responsabile Unico del Procedimento" (RUP) dopo aver compiuto le necessarie verifiche tecniche supportato, nei casi previsti dalla legge, da un ente di ispezione in possesso delle necessarie qualificazioni.
La validazione si riferisce generalmente al progetto inteso come un "processo progettuale" verificato nelle componenti "qualità", "conformità", "soddisfacimento dei requisiti iniziali".
La verifica dei progetti di opere pubbliche è un istituto della disciplina dei lavori pubblici oggi regolato dal Codice degli appalti.

## Verifica del Progetto OO PP
Il Regolamento di esecuzione e attuazione del decreto legislativo 12 aprile 2006, n. 163, Codice dei contratti pubblici (oggi sostituito dal D.Lgs 50/2016), precisamente il D.P.R. 207 del 10 ottobre 2010 ha rinnovato l'atto di validazione di progetto OO PP, rendendo obbligatoria e propedeutica l'attività di “VERIFICA” secondo il modello consolidato da Accredia. 
Le specifiche norme sostituiscono sia nella forma, sia nel metodo quelle del D.P.R. 554/99 inaugurando, al contempo una nuova stagione nell'approccio alla "Qualità" del progetto. L'azione di Verifica è divenuta la “ chiave di volta” del sistema progettuale nelle OO PP imponendo, nel percorso di pianificazione e progettazione dell'opera attività di controllo proprie dei sistemi industriali, già codificate a livello internazionale. 
L'obbligatorietà della procedura di verifica è divenuta punto indiscutibile per ogni tipologia di progetto.
La rinnovata modalità di svolgimento dell'attività di verifica, unita alla competenza certificata dei soggetti preposti ed alle conseguenti responsabilità connesse ai mancati adempimenti (art .56 del suddetto DPR) potrebbe effettivamente contribuire ad un sensibile miglioramento del processo che collega gli obiettivi iniziati al risultato finale.

### Finalità della verifica
L'azione di Verifica ispettiva è condotta separatamente sui tre livelli di progettazione (preliminare, definitivo, esecutivo come da art 54 c.mma 1 Regolamento 207/2010) con il fine di individuare la corrispondenza tra gli obiettivi previsti della norma di settore con gli adempimenti progettuali e documentali di cui alla fase in argomento. 
Precisamente la Verifica è finalizzata ad accertare, ai sensi di quanto disposto dal Codice Contratti Pubblici la conformità della soluzione progettuale prescelta alle specifiche disposizioni funzionali, prestazionali, normative e tecniche contenute nello studio di fattibilità e nei documenti successivi di programmazione. 

#### La verifica accerta
L'organismo ispettivo, oppure il soggetto designato,  nominato dell'attività di Verifica del progetto accerta secondo specifiche procedure di metodo e di legge:
1. la completezza della progettazione;
2. la coerenza e completezza del quadro economico;
3. l'appaltabilità della soluzione progettuale scelta;
4. i presupposti per la durabilità dell'opera nel tempo;
5. la minimizzazione rischi di introduzione di varianti e di contenzioso;
6. la possibilità di ultimazione dell'opera entro i termini previsti;
7. la sicurezza delle maestranze e degli utilizzatori;
8. l'adeguatezza dei prezzi unitari utilizzati;
9. la manutenibilità delle opere.

### Criteri generali della verifica
I criteri di verifica prevedono che la stessa venga condotta sulla documentazione progettuale (art. 52 del DPR 207/2010) e per ciascuna fase con riferimento ai seguenti aspetti:
1. affidabilità;
2. completezza e adeguatezza;
3. leggibilità, coerenze e ripercorribilità;
4. compatibilità.

### Chi esegue l'attività di verifica
L'attività di VERIFICA è condotta, da soggetti diversi in relazione alla dimensione economica dell'opera in programma.
Per lavori di importo inferiore a 1 milione di euro 
Può verificare il RUP o Uffici tecnici della P.A. anche avvalendosi della struttura di cui all'articolo 31, comma 9 del Codice in materia di assistenza al RUP. Nei casi di inesistenza delle suddette condizioni, nonché nei casi di carenza di organico, accertata ai sensi del codice, la stazione appaltante, per il tramite del responsabile del procedimento, affida l'appalto di servizi avente ad oggetto la verifica della progettazione, oppure assistenza al RUP in fase di verifica. 
Per lavori di importo superiore al milione di euro ed inferiore ai 20 milioni di euro a:
1. Organismi di ispezione di tipo A e di tipo C accreditati ai sensi della norma europea UNI CEI EN ISO/IEC 17020;
2. Soggetti di cui all'articolo 90 comma 1 lettere d), e), f), f – bis) g) e h) del codice dei contratti, dotati di un sistema di controllo di qualità interno certificato con specifica procedura e coperti da una “puntuale” polizza assicurativa (art 57 dpr 207/2010);
3. Per i lavori di importo inferiore alla soglia di cui all'articolo 35 del Codice e fino a un milione di euro, la verifica può essere effettuata dagli uffici tecnici delle stazioni appaltanti, ove il progetto sia stato redatto da progettisti esterni, o dalle stesse stazioni appaltanti che dispongano di un sistema interno di controllo di qualità, ove il progetto sia stato redatto da progettisti interni;

Per lavori di importo pari o superiore ai 20 milioni di euro l'appalto di servizi di verifica è affidato a Organismi di controllo accreditati ai sensi della norma europea UNI CEI EN ISO/IEC 17020.

### Organismi di verifica
Quando incaricati della verifica, gli Organismi:
1. Devono garantire la separazione tra attività le ispettive e le attività potenzialmente conflittuali, tramite la costituzione di una struttura tecnica interna autonoma;
2. Devono dimostrare di non essere in una situazione di incompatibilità, a norma di legge;
3. Devono dimostrare di non avere in corso e di non avere avuto negli ultimi tre anni rapporti di natura professionale e commerciale con i soggetti coinvolti nella progettazione;
4. Devono impegnarsi a non intrattenere rapporti di natura professionale e commerciale con i predetti soggetti per i tre anni successivi alla conclusione dell'incarico.

### Riferimenti normativi
- DPR.5 ottobre 2010 n° 207, Regolamento di esecuzione ed attuazione del Codice dei contratti Pubblici e successive modificazioni
- Regolamento tecnico Accredia (gia Sincert) name:RT21